# توم ستيفان
توم ستيفان (بالإنجليزية: Tom Stephan)‏ هو منتج أسطوانات ودي جيه وملحن أمريكي، ولد في 6 يونيو 1970 في نيويورك في الولايات المتحدة.

## وصلات خارجية
- توم ستيفان على موقع ميوزك برينز (الإنجليزية)
- توم ستيفان على موقع ديسكوغز (الإنجليزية)